# Binerbo
Un binerbo o minervo és un fogueró que es feia la nit de matances per tal de celebrar amb festa i butlla la tasca acabada. La tradició és recollida als pobles mallorquins de Montuïri i Porreres.
Durant el dia, mentre els adults es dedicaven a les tasques pròpies del tractament del porc, els més petits de la casa recorrien les voreres per tal de tallar batzers i omplir-ne un carretó. Un cop en tenien els suficients tornaven a les cases on preparaven el foc que encendrien el vespre.
Havent acabat les feines de les matances, grans i petits es reunien vora el foc per cantar, ballar i botar les brases. La festa celebrava l'èxit del procés i la disposició de queviures carnis per tot l'any.
Una de les cançons és aquesta:
Es binerbo era tan gros

que arribava a ses teulades;

més de dotze carretades

i encara en sobrava un tros

L'origen del mot sembla trobar-se en el foguerons que feien els estudiants de Monti-sion en honor de Santa Catalina (identificada amb la deessa grega Minerva).